# Гертруда (роман)
«Гертруда» (также в переводе М. Ю. Кореневой «Гертруд»; нем. Gertrud) — роман Германа Гессе, впервые опубликованный в 1910 году.

## Сюжет
Главный герой романа — композитор Кун с ранних лет увлекался музыкой и после школы поступил в консерваторию. Он не был гением, но тем не менее не терял надежды стать хорошим музыкантом.
Кун влюбляется в начинающую вокалистку Лидди и в один из зимних дней отправляется с ней кататься на санках. В результате неудачного спуска с горы герой получает многочисленные травмы и на всю жизнь остается хромым.
Выйдя из больницы, Кун решает продолжить учёбу и вскоре отправляется в Швейцарию, где пишет свои первые музыкальные произведения. На одном из светских вечеров начинающий композитор знакомится с певцом Генрихом Муотом, который просит Куна выступить на своем дне рождения. Постепенно они становятся друзьями. Муот помогает Куну устроиться в оркестр на место скрипача.
Композитора приглашают принять участие в музыкальных вечерах в доме богатого фабриканта Имтора, где он знакомится с Гертрудой, дочерью Имтора. Кун влюбляется в девушку и проводит много времени у неё дома.
Внезапно герой получает письмо от своего знакомого поэта, который сочинил стихи для оперы, и теперь Куну необходимо написать подходящую музыку. Он создает две главные партии, одну для Гертруды, а другую для Муота. Сначала они репетируют по отдельности, но вскоре композитор знакомит их. Постепенно Гертруда и Муот сближаются. Узнав об их отношениях, Кун решает совершить самоубийство, но внезапная телеграмма о предсмертном состоянии его отца заставляет Куна уехать в родной город. Через некоторое время после смерти отца композитор возвращается обратно.
Тем временем Муот и Гертруда решают жениться, и Кун создает органную прелюдию для их свадьбы. Певец вместе с женой переезжает в Мюнхен, где также продолжаются репетиции оперы. Её премьера проходит с успехом, и Кун становится знаменитым. Спустя некоторое время в отношениях Гертруды и Муота наступает кризис, и, пока жена находится в доме отца, певец начинает много пить. Кун приезжает в Мюнхен, чтобы поговорить с другом и наладить его семейные отношения, но Муот отказывается что-то менять и спустя несколько дней совершает самоубийство.
После смерти Муота Кун понял, что не сможет стать для Гертруды кем-то большим, чем просто друг.

## Создание и публикация
Роман был написан в 1908—1909 годах в Гайенхофене, а в 1910 году вышел в Мюнхене в издательстве Альберта Ланга.
На страницах «Гертруды» Гессе отразил, в некоторой степени, факты собственной биографии, так прообразом учителя Лое стал профессор Шмидт, преподававший греческий язык в кальвской школе. Кун, как и Гессе, начал играть на скрипке в возрасте около двенадцати лет, а первые свои произведения композитор сочинил в те же годы, что и писатель свои первые стихи. Семейные отношения между Гессе и его женой Мией также нашли отражение в книге.